# ویلیام آمامو
ویلیام آمامو (انگلیسی: William Amamoo؛ زادهٔ ۴ آوریل ۱۹۸۵) بازیکن فوتبال اهل غنا است.
از باشگاه‌هایی که در آن بازی کرده است می‌توان به باشگاه فوتبال شپرن، باشگاه فوتبال هاپوئل پتخ تیکوا، و باشگاه فوتبال فارول کنستانتسا اشاره کرد.
وی همچنین در تیم ملی فوتبال غنا بازی کرده است.